# PlayStation VR2
PlayStation VR2 (offiziell als PS VR2 abgekürzt) ist der Nachfolger der PlayStation VR. Es handelt sich dabei um ein Virtual-Reality-Headset, das von Sony Interactive Entertainment exklusiv für PlayStation 5 entwickelt wurde. Angekündigt wurde PlayStation VR2 erstmals auf der Consumer Electronics Show 2022.

## Beschreibung
Die PlayStation VR2 hat eine 4K-Auflösung von 2000 × 2040 Pixel pro Auge sowie eine Bildwiederholfrequenz von bis zu 120 Hz. Das OLED-Display unterstützt auch HDR (High Dynamic Range). Das Sichtfeld beträgt 110° und der Abstand zwischen den Linsen ist anpassbar. Zudem verfügt es über eine interne IR-Kamera für die Blickerfassung pro Auge. Vier externe Kameras sind verbaut für das Headset- und Controller-Tracking. Vibrationsmotoren sind sowohl im Headset, als auch in den Controllern integriert. 3D-Audio soll durch die Blickrichtung beeinflusst werden. Das Headset wird über ein einziges USB-C-Kabel mit der PlayStation-5-Konsole verbunden, was ein einfaches Plug-and-Play-Design ermöglicht. Die Kabellänge beträgt 4,5 m (14,7 ft). Sony erklärte, dass man zwar noch die technischen Möglichkeiten einer kabellosen Verbindung erforscht, sich aber aufgrund von Bedenken bezüglich der Auswirkungen auf die Leistung für die Kabellösung entschieden hat.
Die Entwicklung von PS VR2 dauerte etwa sechs Jahre und wurde gleichzeitig mit der PlayStation 5 entwickelt, um die perfekte Kombination aus Konsole und Virtual-Reality-Gerät zu schaffen. Im Vorfeld der Veröffentlichung von PS VR2 sagte ein Display-Analyst von Display Supply Chain Consultants (DSCC), dass er für das VR-Headset der nächsten Generation ein Display mit der höchsten Pixeldichte eines kommerziellen OLED-Panels erwartet, mit einer Pixeldichte von „weit über 800 PPI“.
Am 2. November 2022 wurde auf dem offiziellen PlayStation Blog ein Veröffentlichungsdatum für den 22. Februar 2023 und ein Verkaufspreis von 599,99 Euro bekannt gegeben.
Vor der Veröffentlichung hieß es in einem Bloomberg-Bericht, dass Sony seine Prognosen für die Markteinführung nach der Enttäuschung über die ersten Vorbestellungen gesenkt habe. Sony widersprach dem Bericht und sagte gegenüber GamesIndustry.biz, dass es „die Begeisterung der PlayStation-Fans für die bevorstehende Markteinführung sieht“.
Das Headset verwendet Fresnel-Linsen. Diese Linsen „wirken auf mikroskopischer Ebene, um Geisterbilder deutlich zu reduzieren“ und „ermöglichen ein schönes Bild, ohne dass die Helligkeit darunter leidet“.
Im Gegensatz zur ersten Generation von PlayStation VR, die die Bewegungen des Spielers über eine externe PlayStation Camera verfolgte, werden die Bewegungen bei PS VR2 von vier am Headset angebrachten Kameras erfasst. Die Kameras des Headsets werden auch zur Verfolgung der Controller und zur Bereitstellung von Videobildern für die Durchlassansicht verwendet, mit der der Benutzer seine Umgebung sehen kann, ohne das Headset abnehmen zu müssen. Weiterhin wurde das Gesamtgewicht des Headsets reduziert, während der Kopfbügel zahlreiche Designverbesserungen erfuhr, um den Komfort zu erhöhen.
Das Headset ist außerdem mit zwei nach innen gerichteten IR-Kameras ausgestattet. Sie werden für das Eye-Tracking verwendet, damit Spiele das Foveated Rendering nutzen können, eine Technik zur Leistungsoptimierung, bei der die Rendering-Auflösung des Spiels in den Bereichen reduziert wird, in die der Spieler nicht schaut. Das Eye-Tracking kann auch für andere Zwecke verwendet werden, z. B. als zusätzliche Eingabemethode für das Spiel durch einen einfachen Blick in eine bestimmte Richtung.
PS VR2 verfügt über ein neues Linseneinstellrad, mit dem das Headset an unterschiedliche IPD-Messungen angepasst werden kann. Der Lichtschutzschild des Headsets wurde ebenfalls so gestaltet, dass er sich an unterschiedliche Kopfformen und Nasengrößen anpassen lässt, und er kann vom PS VR2-Headset abgenommen und mit Wasser gereinigt werden. PS VR2 wird auch über ein Headset-Feedback durch einen eingebauten Motor verfügen, der subtile haptische Effekte für zusätzliche Immersion bietet, wie z. B. den Herzschlag des Charakters zu spüren oder das Rauschen von Objekten, die nahe am Kopf vorbeigehen. Einige Quellen haben darauf hingewiesen, dass Sony bereits Patente angemeldet hat, in denen die Verwendung von Haptik zur Verringerung von Motion Sickness erwähnt wird.
Außerdem wird das PS VR2-Headset über ein Kühlsystem verfügen, das einen Kanal und einen kleinen Ventilator zur Kühlung des integrierten IC-Chips umfasst. Neben der Kühlung des IC-Chips sorgt dieser Luftstrom auch für eine Belüftung, um das Beschlagen der Linsen beim Tragen des Headsets zu minimieren.
Das Headset hat ein eingebautes Mikrofon und einen Stereo-Kopfhöreranschluss. Mit dem PS5 „Tempest 3D AudioTech“ unterstützt das Headset 3D-Audio über Kopfhörer und ermöglicht gleichzeitig eine dynamische Anpassung des Spielsound an die Position und Kopfbewegungen des Benutzers.
Ähnlich wie die ursprüngliche PS VR verfügt auch die neue PS VR2 über einen Social Screen, der es anderen ermöglicht, das, was der Spieler gerade erlebt, in einem 2D-Format auf einem Fernsehbildschirm zu sehen. Auch der Kinomodus wird unterstützt, mit dem alle nicht-VR-Spiel- und Medieninhalte auf einer virtuellen Kinoleinwand mit einer Auflösung von 1.920 × 1.080 Bildpunkten und einer Bildwiederholrate von 120 Hz betrachtet werden können.
Der Spielbereich für PS VR2 kann mithilfe der Kameras und des Sense-Controllers angepasst werden. Je nach Spielinhalt und Kompatibilität gibt es verschiedene VR-Spielweisen: 1-Sitzend, 2-Stehend oder 3-Frei im Raum (der letzte erlaubt mehr Bewegung beim Spielen).

## PlayStation VR2 Sense-Controller
Mit PS VR2 werden die neuen Sense-Controller eingeführt. Bei der Entwicklung des Controllers wurde darauf geachtet, den Schwerpunkt auszugleichen und das Gewicht zu reduzieren, während gleichzeitig der Komfort beibehalten und neue Funktionen integriert wurden. Der Controller hat die Form einer „Kugel oder ausgehöhlten Sphäre“, in der ein Ring aus 14 IR-LEDs platziert ist, der für die Verfolgung der Position und Ausrichtung des Controllers verwendet wird. Der Controller verfügt über mehrere Funktionen, darunter die wichtigsten Funktionen des DualSense-Controllers, wie haptisches Feedback und die adaptive Trigger-Technologie. Eine weitere neue Funktion ist die Finger-Touch-Erkennung, die die ungefähre Position der Finger erkennt und es dem Benutzer ermöglicht, während des Spiels natürlichere Gesten zu machen. Erreicht wird dies durch die Verwendung von fünf kapazitiven Finger-Touch-Sensoren auf jedem Controller (vier Sensoren für jede Taste und ein Sensor für den Analog-Stick), um die Position von Daumen, Zeige- und Mittelfinger zu erkennen.

### Linker Controller
Auf dem linken Controller befindet sich die Create-Taste, die Dreieck- und Quadrat-Aktionstaste, die L1-, L2- und L3-Tasten, der linke Analog-Stick und die PS-Taste.

### Rechter Controller
Auf dem rechten Controller befindet sich die Optionstaste, die Kreis- und Kreuz-Aktionstaste, die R1-, R2- und R3-Tasten, der rechte Analog-Stick und die PS-Taste.

## Unterschiede zu PS VR
Gegenüber der PS VR bietet das Nachfolgemodell technische Verbesserungen und Neuerungen.
|                      | PS VR2 | PS VR                             |
| -------------------- | --- | --------------------------------- |
| Bildschirm           | OLED mit HDR-Unterstützung                                                                                 | OLED                              |
| Auflösung            | 2.000 × 2.040 Pixel pro Auge                                                                               | 960 × 1080 Pixel pro Auge         |
| Linsentrennung       | Einstellbar                                                                                                | Nein                              |
| Sichtfeld            | ca. 110 Grad                                                                                               | ca. 100 Grad                      |
| Kameras              | 4 integrierte Kameras für Headset- und Controller-Tracking sowie eine IR-Kamera für das Tracking der Augen | Externe PlayStation Camera        |
| Headset-Feedback     | Vibration                                                                                                  | Nein                              |
| Anschluss an Konsole | USB-C | HDMI TV, HDMI PS4, USB, HDMI, AUX |
| Gewicht ohne Kabel   | ca. 560 g                                                                                                  | ca. 600 g                         |
| Abmessungen          | ca. 212 × 158 × 278 mm                                                                                     | ca. 187 × 185 × 277 mm            |

## Spiele
Laut Sony befinden sich mehr als 100 Spiele für PS VR2 in der Entwicklung, 30 Spiele sind zum Start verfügbar, darunter Resident Evil Village, The Walking Dead: Saints & Sinners - Chapter 2: Retribution, No Man's Sky, Star Wars: Tales from the Galaxy's Edge, Demeo, Moss 1 & 2 und die PS VR2-Exklusivtitel Horizon Call of the Mountain und The Dark Pictures: Switchback VR. Gran Turismo 7 und Beat Saber werden ebenfalls für PS VR2 erscheinen.
PS VR2 ist nicht mit den PS VR-Spielen der vorherigen Generation kompatibel. Sony erklärte, dass es aufgrund der Unterschiede bei der Controller-Tracking-Hardware und dem Bildwiedergabeprinzip nicht einfach sein würde, Spiele von der vorherigen Hardware zu portieren. Später wurde berichtet, dass viele Entwickler daran arbeiten, ihre PS VR-Spiele für das PS VR2-System zu verbessern.
Laut mehreren Quellen hat Sony während einer Sony-Entwicklerkonferenz den Entwicklern gesagt, dass es sich auf „hybride“ VR-Spiele für das Headset konzentrieren will, ähnlich der PSVR-optionalen Spiele wie Hitman 3, Resident Evil 7 und No Man's Sky.

## Rezeption
Die ersten Vorschauen waren positiv. Die Kritiken vor der Veröffentlichung waren überwiegend positiv und lobten die vielen Verbesserungen gegenüber dem Vorgänger und die fortschrittliche Technologie. Die fehlende Abwärtskompatibilität und der Preis des Headsets stießen auf gemischte Reaktionen. Verschiedene Spieleentwickler lobten die Fähigkeiten des Headsets, insbesondere in Kombination mit der Playstation 5. Die neuen Sense-Controller wurden von CNET gelobt, während Eurogamer den HDR-OLED-Bildschirm für seine Helligkeit und seinen Kontrast hervorhob und feststellte, dass er sich jetzt „eher wie ein richtiger High-End-OLED-Fernseher anfühlt“. Einige Kritiker bemängelten die Unannehmlichkeiten der kabelgebundenen Verbindung. Während die Startbibliothek von CNN als solide beschrieben wurde, äußerte The Telegraph einige Bedenken bezüglich der zukünftigen Pläne für First-Party-Software, die über das aktuelle Angebot hinausgeht.
Auf Metacritic waren von 42 professionellen Kritikerbewertungen 13 in der Kategorie „Extrem positive Bewertungen“, 25 in der Kategorie „Positive Bewertungen“, 4 in der Kategorie „Gemischte Bewertungen“ und 0 in der Kategorie „Negative Bewertungen“.
In Bezug auf die Software waren die Vorschauen des Exklusivtitels Gran Turismo 7 überwältigend positiv, ein Redakteur bezeichnete ihn als „das bisher beste Virtual-Reality-Erlebnis für Konsolen“.